# Droga krajowa B253 (Niemcy)
Droga krajowa B253 (Bundesstraße 253) – niemiecka droga krajowa w całości znajdująca się na terytorium kraju związkowego Hesja. Biegnie z Melsungen do Dillenburga i liczy 124 km.